# Snyltefluer
Snyltefluer (Tachinidae) er en familie af fluer. Der er omkring 8000 arter over hele verden. Dens larver snylter på hovedsageligt insekter, og mange arter bruges i biologisk bekæmpelse af skadedyr.